# Рожки (Липецкая область)
Рожки — деревня Спешнево-Ивановского сельсовета Данковского района Липецкой области.

## География
Рожки находится севернее деревни Лобанки. Через деревню проходит просёлочная дорога, по восточной части Рожек протекает река.

## Население
| 2010 |
| ---- |
| 2    |

## Достопримечательности
В деревне построена неизвестная часовня. Ниже часовни расположен святой источник.